# Meda sau Partea nu prea fericită a lucrurilor
Meda sau Partea nu prea fericită a lucrurilor este un film românesc de dramă din 2017, regizat și scris de Emanuel Pârvu, avându-i în distribuție pe Șerban Pavlu și Ana Radu. Povestea urmărește viața lui Doru (Pavlu), un tăietor de lemne văduv, care trăiește într-un sat izolat și luptă să câștige bani pentru a împiedica returnarea fiicei sale adoptive adolescente, Meda (Radu), în orfelinat. Este debutul integral al lui Pârvu.
Filmul a avut premiera la 15 august 2017 la Festivalul de film de la Sarajevo, unde Pârvu și Pavlu au primit premiul Heart of Sarajevo pentru cel mai bun regizor, respectiv cel mai bun actor.